# Ghatam
A ghatam (vagy ghattam, esetleg gatam) az udu hangszercsalád egyik tagja, melynek legrégibb és legáltalánosabb használata Dél-India és a Bodzsák (Kam-, Raj-bodzsa stb.) birodalmaiban lelhető föl. A hangszer eredetileg üreges vízgyűjtő-, folyadéktároló-, zárt terménygyűjtő, rendszerint agyagból formázott edény. Lehetnek teknős-, hal-, virágtartó-, labda alakúak és -nevűek; egy- és kétgömb formájúak, lapítottak és nyújtottak. A két test természetes kötésben összefügg egymással.

## Története
A legrégebbi domborművi ábrázolásban valószínűsíthetően kézzel formált, későbbiekben korongozással készült. A ma használatos szertartás-, illetve tánckíséreti-, vagy szólószerepű változatok vékony falú, nagyon finom, úgynevezett fehér-, vagy szürke agyag anyagú, lassan kiégetett hangszertestek. A legtöbb vidéken használt mai egy-, két gömb formájukban a tetőn, az úgynevezett kiöntő (nagyobb kör alakú) nyíláson kívül a test oldalán is található egy kisebb, kör alakú nyílás. E két levegőáramló hely egymással váltó, vagyis nem egyszerre történő ütése, vagy ütéssel lezárása adja a jellegzetes mély, basszus zengést. A gömb(ök) oldalának tenyérrel vagy ujjakkal való pergő játéka többféle hangszínt játszik és használ, biztosítván legalább két nagyon megkülönböztethető hangmagasságot. Így vált ez a hangszer a nagyobb testű és bőrrel ellátott, bonyolultabban elkészíthető mrdangánál, a thalnál általánosabbá. Indián kívül a Balkánon és Mezopotámia mai területén, valamint Afganisztánban ma is használják, főleg a cigányok. 

## Használata
Jellegzetes, tánckíséretekben gyakori hangzását az európai cigányok és vándorcigány táncosok víz- és tejtartó kanna alakú, egyszájú alumínium tárolóedénnyel helyettesítik – gyakori kísérő hangszerei az összeütött kanalak, melyeket térdükre is ütnek.
Több hangszer esetén a mély hangzása miatt használatos, de önmagában is legalább két nagyon jól megkülönböztethető hangmagasságot hallató ütőhangszer. Nevében is hordozza hangzását. Általános gyűjtő neve, az udu is a mély hangra utal. Nálunk és egész Keleten ismerik; az egy kiöntőnyílásnál többet használó víztartó agyagedényre hasonlít, melyet a magyar nyelvterületen használati-, vagy dísztárgyként készíttetnek a nádudvari, döri, zalai és székelyföldi fazekasokkal, gölöncsérekkel, gerencsérekkel. Nincs adatunk, hogy ezeket az edényeket üres állapotban hangszeres kíséretben használták volna.
A nem nagy hangú, de érzékeny hangszer általánosan használt, nélkülözhetetlen tánckísérő hangszer ma is. A cigánytáncok legtöbbjében szerepel vagy legalább helyettesítik hangszínét. Valahol a bőgő brummogása és tovazengésének basszusa, kettősségében egy, ezzel ellentétes magas hangszínnel ellentétpárban az úgynevezett párosdobok szerepével rokonítható.
Ütéstechnikájáról elmondható, hogy nem jellemző rá tenyérrel való ütés.